# Saidur Rahman Dawn
Saidur Rahman Dawn (* 18. Januar 1963) ist ein ehemaliger bangladeschischer Leichtathlet.
Dawn war 1984 in Los Angeles bei der ersten Teilnahme Bangladeschs an Olympischen Spielen der einzige Athlet seines Landes. Er trat über 100 und 200 Meter an.
Im Wettbewerb über 100 Meter schied er als Siebter und Letzter seines Vorlaufs aus. Seine Zeit von 11,25 Sekunden war die fünftschlechteste aller 82 gestarteten Läufer. Drei Tage später wurde er über 200 Meter ebenfalls Siebter und Letzter seines Vorlaufs.